# Солза (Северодвинск (городской округ))
Солза — деревня в Архангельской области. Входит в состав Нёнокского административного округа муниципального образования «Северодвинск».

## География
Деревня расположена на Летнем берегу Двинской губы Белого моря, на левом берегу устья реки Солза. Граничит с СНТ «Колос».

## История
Первое упоминание деревни относится к 1555 году в связи с купчей крепостью Николо-Корельского монастыря на двор в Солзе. В разное время носила названия Солзекское, Солзекская слободка, Солозское. В 1910 году Солза входила в состав Сюземской волости Архангельского уезда.
Среди поморов бытовала пословица: «Разбей Бог ладью, накорми Солозу». Она связана с тем, что в старину жители села часто грабили потерпевшие крушение корабли.
По воспоминаниям одной жительницы села, Солза до революции была местом небедным: в реке Солзе жители добывали и сёмгу, и знаменитый жемчуг. Во время Гражданской войны в селе присутствовали силы белых, взявшие на некоторое время власть над всем Архангельским севером. После Гражданской войны два дома в селе были раскулачены. 
Примерно в 1939 году возле деревни был построен шпалозавод, был вырублен лес и вывезен песок для строительства недавно появившегося города Молотовска (Северодвинска). С появлением Ягринлага возле Солзы возникло 3 лагеря для заключённых. Один из них, барак усиленного режима под управлением 1-го лагерного отделения, был занят строительством железной дороги в Нёноксу, которая связала Солзу с Нёноксой, Молотовском и Архангельском. Песок для строительства Молотовска также добывался заключёнными возле Солзы, следы от карьеров тех лет до сих пор видны на карте. 
В 1967-1970 годах железнодорожный мост через реку Солзу был перестроен, так как предыдущий мост находился слишком близко к Белому морю и берег возле него размывался во время штормов. 
В настоящее время деревня практически превратилась в дачный посёлок.

## Население
| 2002 | 2010 |
| ---- | ---- |
| 64   | ↘49  |

Согласно переписям 2002 и 2010 годов, все жители деревни считают себя русскими. Данные по количеству поморов в деревне неизвестны. 

## Транспорт
Прямое дорожное сообщение с деревней недоступно из-за отсутствия проведённых дорог. Дорога от Кудемского шоссе проходит только до правого берега реки Солза. 
На окраине поселения находится одноимённая станция, с которой осуществляется пригородное сообщение в сторону Нёноксы и Северодвинска на поезде РА-3 «Орлан».

## Галерея

Солза
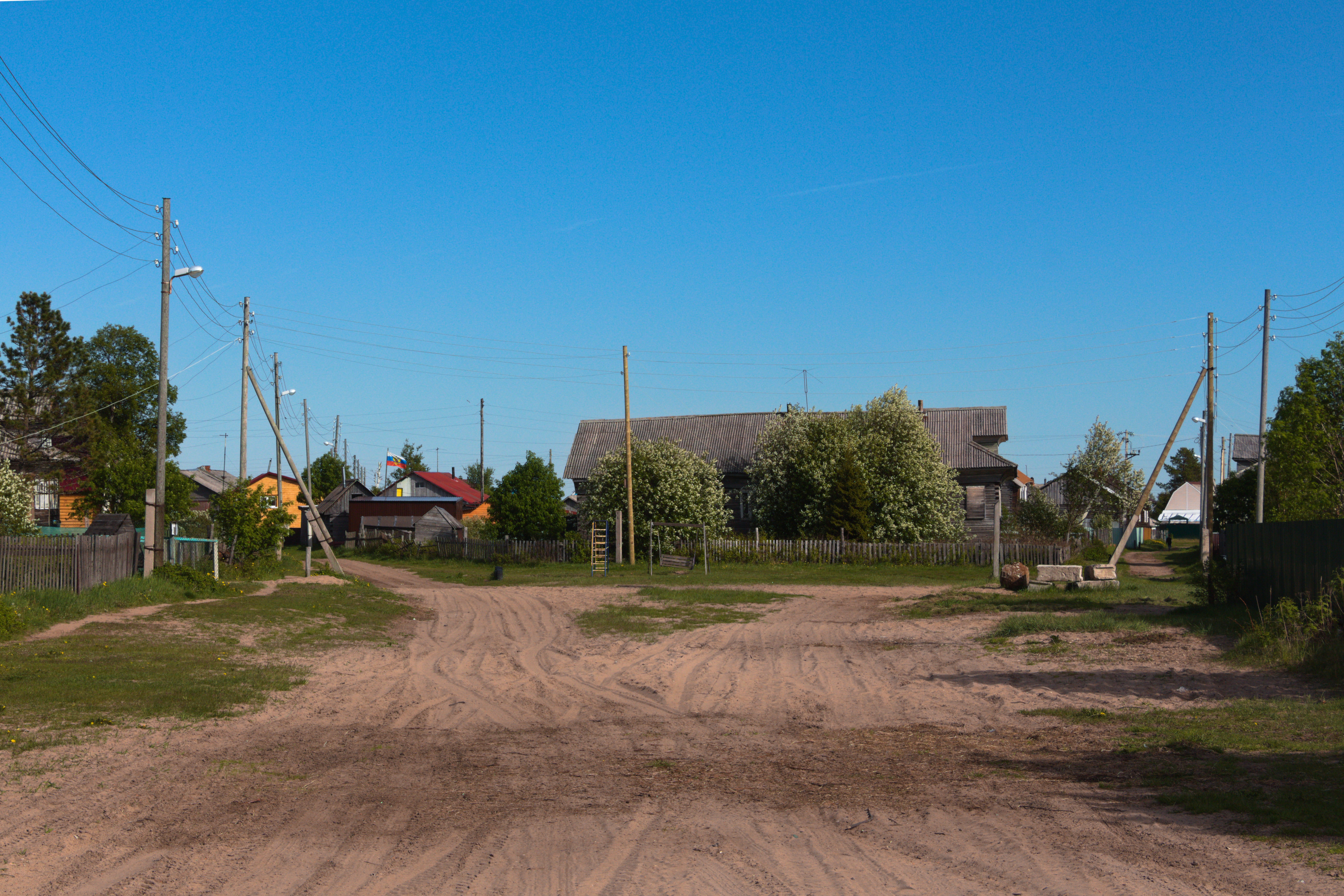
Центр деревни. Слева расположена улица Северная, справа - улица Южная
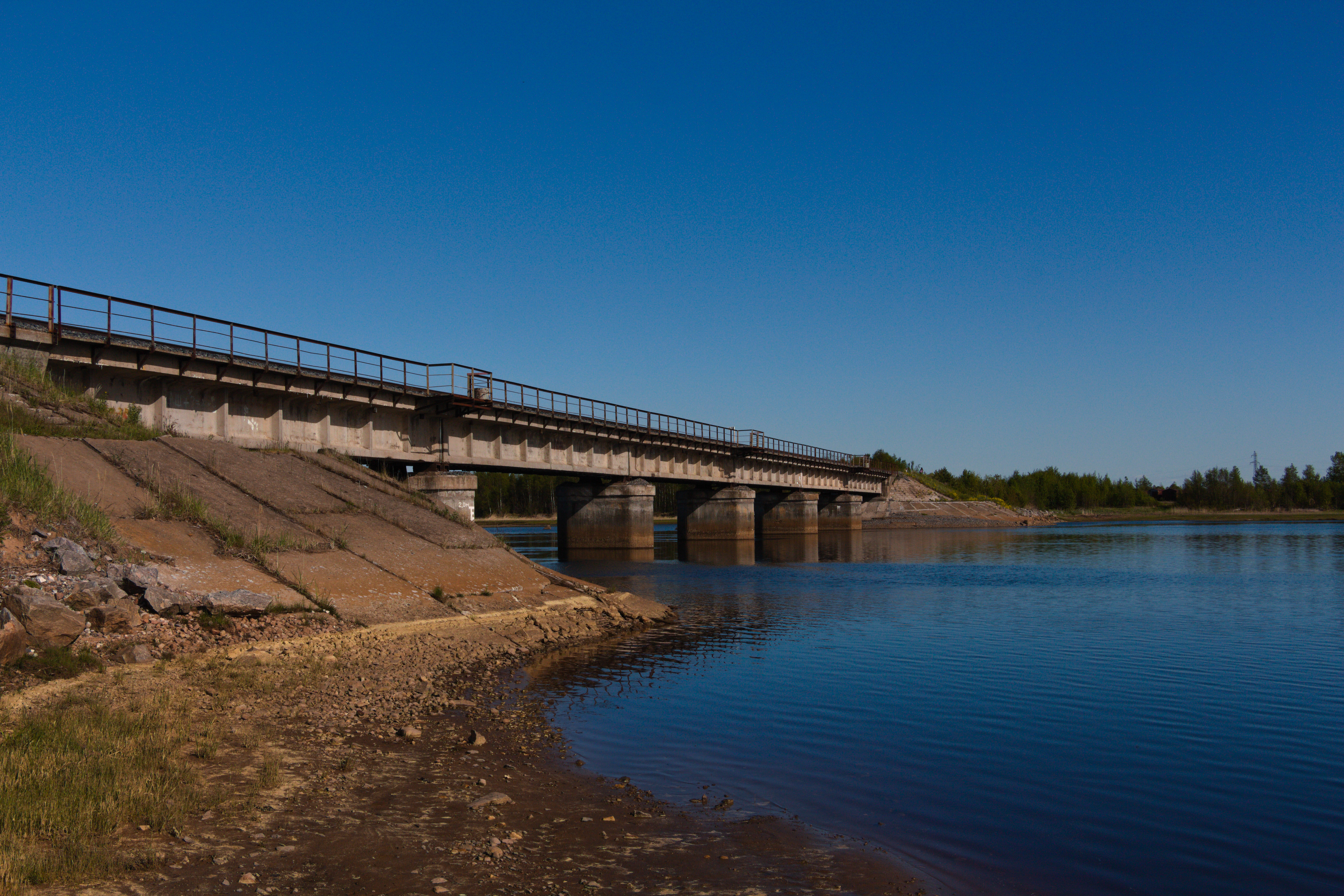
Железнодорожный мост через реку Солза
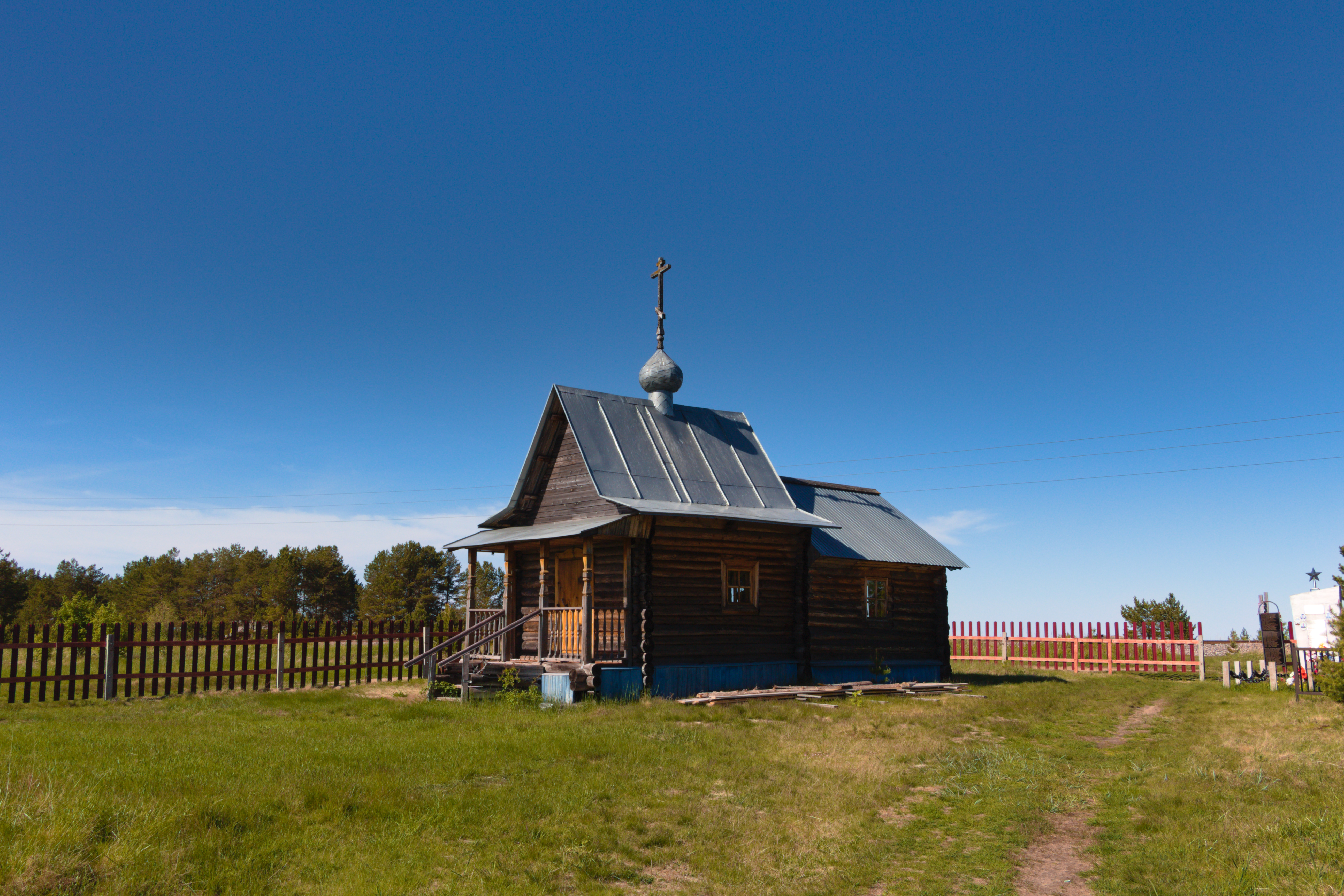
Часовня на Солзенском кладбище
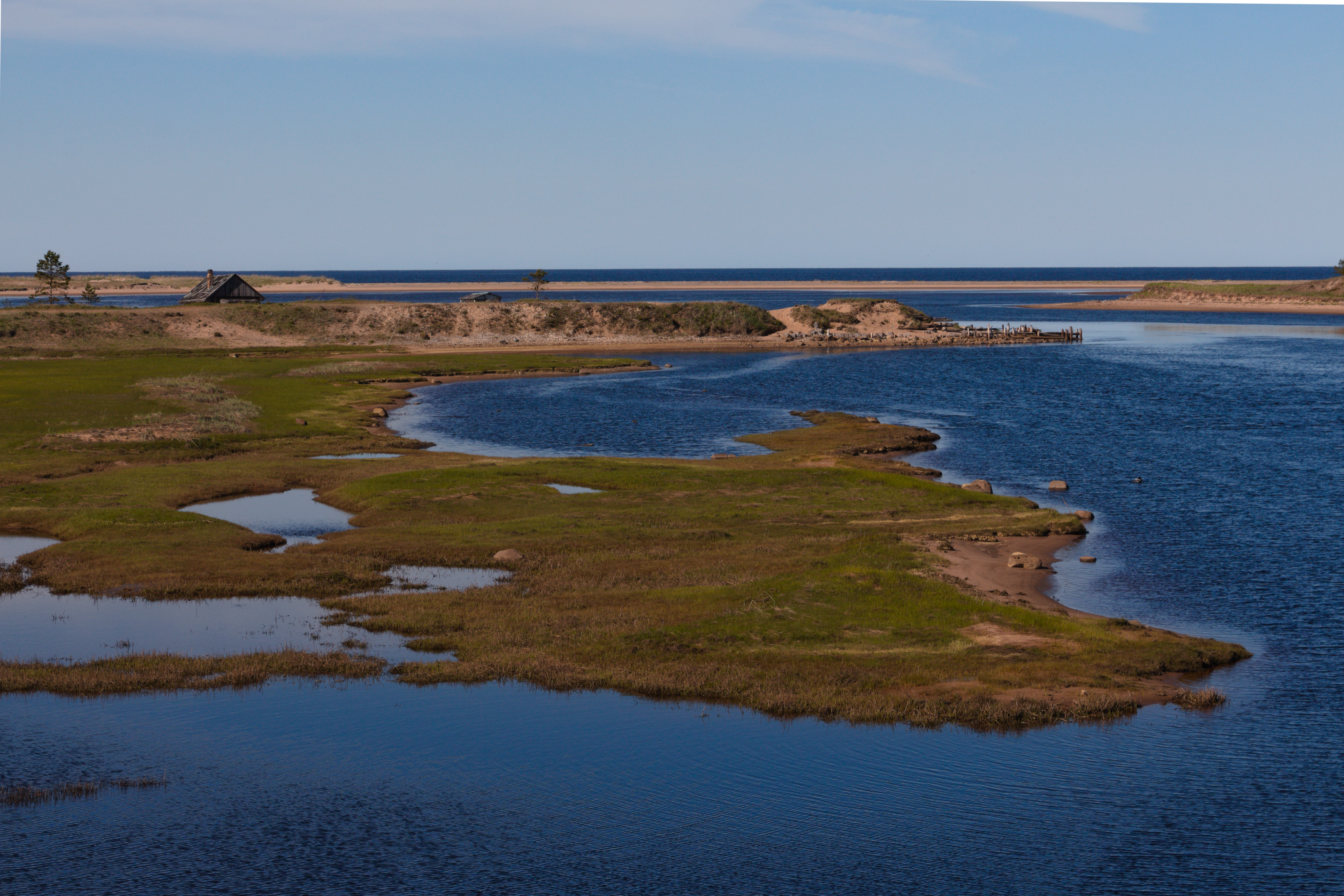
Устье реки Солза
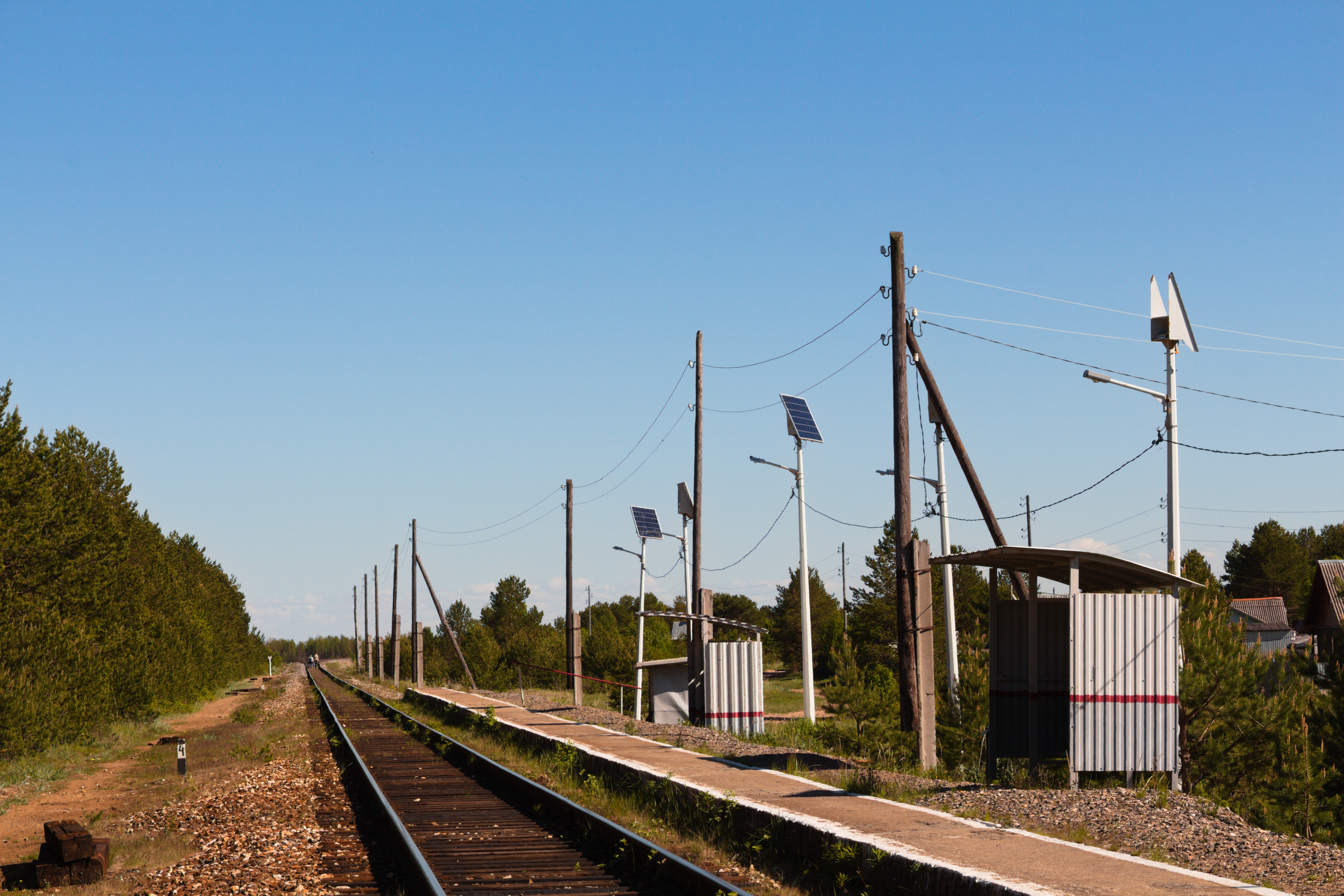
Платформа "Солза"

### Карты
- Топографическая карта Q-37-128,129,130. Архангельск — 1 : 100 000
- Топографическая карта Q-37-33_34.
- Солза. Публичная кадастровая карта